# Lucas Acher
 (juin 2011).
Si vous disposez d'ouvrages ou d'articles de référence ou si vous connaissez des sites web de qualité traitant du thème abordé ici, merci de compléter l'article en donnant les références utiles à sa vérifiabilité et en les liant à la section « Notes et références ».
Lucas Acher est un noble français du Moyen Âge.

## Biographie

### Anoblissement
Acher fut anobli avant 1480, grâce à, voire directement par Louis XI, alors qu'il était administrateur de la baronnie de Neuilly-l'Évêque (aujourd'hui Neuilly-la-Forêt dans le Calvados), pour le compte des évêques de Bayeux, Louis II d'Harcourt et Charles de Neufchâtel, archevêque de Besançon et petit-fils de Thiébaut VIII de Neufchâtel. Lucas jouissait d'une richesse d'origine inconnue qui lui permit de fieffer largement autour du château du Mesnil Vitey, à Airel dans la Manche.
Acher pourrait être venu de la Vienne, des environs de Châtellerault ou de Château-Larcher (château) qui s'appelait Châtel-Acher à l'époque où il passa des Lusignan aux d'Harcourt. Il pourrait avoir appartenu à la communauté juive de la région de Châtellerault et avoir été l'un de ces « juifs de cour » (on sait qu'il était au service de Louis d'Harcourt lorsque celui-ci assista au couronnement) dont l'argent rendait bien des services à la royauté avant que celle-ci ne bannisse les israélites en 1492. Une autre possibilité est qu'en tant qu'« homme » de Charles de Neufchâtel, né à Bruxelles, il ait été récompensé par Louis XI de son ralliement à la couronne de France, à l'exemple de nombreux anciens partisans de Charles le Téméraire, notamment les sujets des princes de Liège - un fief Acher existait dans la région liégeoise.

### Famille et descendance
En 1493, Lucas se maria avec Fleurie du Bois « Le Gascoing », issue des seigneurs de Pirou, eux-mêmes descendants des comtes de Champagne et de Blois. Leur descendance s'allia aux plus grandes maisons, à commencer par les Pellevé (dont le cardinal-archevêque de Sens qui signa l'édit de Nantes) et les Montmorency(-Fosseux), en 1565, donnant ainsi aux descendants normands Acher actuels une généalogie royale (France et Angleterre, via Mathilde, la reine de la « tapisserie  de Bayeux »), comtale (Flandre et Hainaut) et ducale (Luxembourg et Maison de Normandie, via Guillaume le Conquérant et deux de ses enfants, Adèle de Blois et Henri Ier d'Angleterre).
Lucas est l'arrière-arrière-grand-père de l'académicien français l'abbé de Saint-Pierre, né Charles-Irénée Castel à Saint-Pierre-Église, dans la Manche. Il est également l'aïeul de Claude (d')Acher, épouse d'un autre membre de l'Académie française, Jean Regnault de Segrais, poète très en cour au XVIIe siècle, secrétaire de la Grande Mademoiselle, Anne d'Orléans, et figure de proue des cercles de Madame de Sévigné, Isabelle de Montmorency et Madame de Maintenon, à laquelle il refusa sur conseil de ses beaux-parents Acher de devenir le précepteur du duc du Maine, fils de Louis XIV.
Lucas Acher prit pour armes « d'azur à la fasce d'argent, accompagnée de trois écussons d'or, deux en tête, l'un en pointe ». La noblesse fut confirmée en 1523 à son fils, Guillaume, chevalier du royal Ordre de Saint-Michel.